# Spresiano
Spresiano är en ort och kommun i provinsen Treviso i regionen Veneto i Italien. Kommunen hade 12 223 invånare (2018).